# Eupholidoptera kykladica
Eupholidoptera kykladica is een rechtvleugelig insect uit de familie sabelsprinkhanen (Tettigoniidae). De wetenschappelijke naam van deze soort is voor het eerst geldig gepubliceerd in 2009 door Çiplak, Heller & Willemse.